# Aspilota turgida
Aspilota turgida är en stekelart som beskrevs av Papp 2007. Aspilota turgida ingår i släktet Aspilota och familjen bracksteklar. Inga underarter finns listade.